# 夜明けを信じて。
『夜明けを信じて。』（よあけをしんじて）は、幸福の科学出版製作による2020年10月16日に公開された実写日本映画。幸福の科学総裁の大川隆法の半生が大きく反映された作品になっている。出演は田中宏明、千眼美子、長谷川奈央、芦川よしみ、石橋保など。監督は赤羽博。アメリカとカナダでも同時公開。翌年2021年5月14日に台湾でも公開上映。

## 概要
幸福の科学の劇場映画としては第20作目。
2020年1月16日、映画『夜明けを信じて。』2020年秋公開が決定し、ティザービジュアルなどが解禁・公表された。
同年4月26日、映画のあらすじや作品情報・関連ニュース、予告動画・場面写真などが公開された。
同年9月6日、9月1日から5日にかけてスペインで開催されたマドリード国際映画祭において、長編外国語映画部門の最優秀作品賞を受賞した。
同年9月11日、映画『夜明けを信じて。』 公開前イベントが、東京・大井町のきゅりあん大ホールで開催された。主役の一条悟を演じる田中宏明、ヒロイン・立花美穂を演じる千眼美子、悟の初恋相手・水瀬千晶役の長谷川奈央、そして本作の総合プロデューサーを務めた竹内久顕が登壇し、トーク＆主題歌、挿入歌が披露された
。
同年9月30日、新たに6つの賞の受賞が決定し、合計 4ヵ国13冠になった。
同年10月15日、新たに受賞が7つあり、5カ国26冠になった。
同年10月17日、新たに受賞が2つあり、6カ国28冠になった

### 公開
2020年10月16日、アメリカとカナダで同時公開。日本国内では228館で公開された。
公開初日の舞台挨拶は、東京渋谷の「シネマート新宿」で行われた。田中宏明、千眼美子、長谷川奈央、芦川よしみ、石橋保、赤羽博監督の6人が登壇し、映画に関するエピソードのトークが行われた
。
同年10月19日、興行通信社の調査による10月17日、18日の2日間の週末観客動員ランキングで『鬼滅』に次ぐ第2位となった。実写映画としては第一位。その2日間で興行収入（興収）1億3887万2600円、動員11万1053人を記録した。
同年10月26日、興行通信社の調査による10月24日、25日の2日間の週末観客動員ランキングで第3位となった。
同年11月2日、同社の調査による10月31日、11月1日の2日間の週末観客動員ランキングで第5位となった。
同年11月9日、同社の調査による11月7日、8日の2日間の週末観客動員ランキングで第5位となった

## あらすじ
1991年7月15日、5万人集めた東京ドームでの宗教家・一条悟の大講演会が開催される。アナウンサーの立花美穂がレポートする一条の講演会の画像がテレビで報道されていた。その番組を見る裁判官の水瀬千晶がいた。一条悟は、講演前にこれまでの自分の道のりを振り返っていた。四国の小さな町に生まれ、一流大学を卒業し、就職した大手商社で幹部昇進の将来を期待されながらも、霊的な世界に目覚め、会社を辞めて、自分の心の内の疼きに従い生きてゆくことを誓っていた。

## 登場人物・キャスト
一条 悟
演 - 田中宏明
四国の小さな町に生まれた青年。東京の名門大学 東名大学に進学して、法学部で国際政治学思想を学ぶ。大学卒業直前に、霊的世界の真実にめざめながら、大手総合商社「東鳳商事」に就職する。国際取引の激務の中で、さまざまな人生経験を積み、やがて宗教家として立つ。
水瀬 千晶
演 - 長谷川奈央
東名大学法学部の才媛、一条悟 の同級生。法曹志望で、やがて裁判官になる。
立花 美穂
演 - 千眼美子
一条悟が務める「東鳳商事」の名古屋支社に勤務する。ミス名古屋のコンテストに出る。将来は、アナウンサーやジャーナリストになるため努力する。
一条 信忠
演 - 石橋保
一条悟の父親。四国の小さな町暮らし。2人の息子が小さい頃、哲学思想を教えたりした。一条悟が霊界通信をした後、その霊言の書籍発刊のため、東京で複数の出版社と交渉する。
一条 君代
演 - 芦川よしみ
一条悟の母親。自宅で理髪店を営み、家計を支えていた。
一条 清
演 - 長嶺一生
一条悟の兄。大学卒業後に、郷里で両親と暮らす。学習塾を起業するも、病魔に倒れる。
山本 秀樹
演 - 青木涼
一条悟の大学での級友。公務員試験から官僚を目指す。1991年時点で大蔵省に勤め、下記の3人とで同窓会をする。
黒沢 康介
演 - 松岡蓮
一条悟の大学での級友。司法試験から検察官を志す。モデルとなる実在の人物は黒川弘務。
野間口 和彦
演 - 伊瀬太陽
一条悟の大学での級友で、クリスチャン。官僚を目指す。1991年時点で防衛庁に勤める。
平塚 浩二
演 - 市原綾真
一条悟の大学での級友。大学院に進学し、教授への道を目指す。
大原 教授
演 - 岸田真弥
一条悟の大学の恩師、悟が出したゼミの入座のための論文に対して高評価を与えるが、その思想性よりも法学の実学(プラグマティズム)の学習の指摘をする。自己の思想傾向から、共産主義を支持していたが、一条悟からその矛盾を指摘されてしまう。モデルとなった人物は篠原一教授（現 名誉教授）。
法哲学講座 教授
演 - 鈴木真実哉
法哲学の授業で、カール・ポパーの「プラトンの呪縛」など唯物論的思想を説き、上記の大原教授らとともに一条悟に「この大学には師事すべき人物がいない」と失望を与えてしまう。
磯部 取締役 支店長
演 - 並樹史朗
住吉銀行取締役(1991年時点)。1984年時点では、人形町支店長兼取締役。
後藤 常務
演 - 小久保丈二
東鳳商事の常務取締役。入社面接試験で、一条悟の能力の高さを評価し入社への導きをする。
中谷 課長
演 - 渡辺翔
東鳳商事の財務本部外国為替部 輸出外国為替課の課長。一条悟の上司。
飯田 和也
演 - 伊藤公一
東鳳商事の財務本部外国為替部 輸出外国為替課勤務で、一条悟の先輩。
友永 課長
演 - 青戸昭憲
東鳳商事のニューヨーク支社勤務。一条悟の上司で厳しく指導するが、予想外に仕事能力を高めてゆき成長した一条に対し異例の「研修員から駐在員」への切り替えを打診する。一条悟のことを「ティミー」と呼ぶ。
ティナ
演 - カノア
東鳳商事のニューヨーク支社勤務のアメリカ人。一条悟の同僚。一条悟が仕事能力を高めてゆくだけでなく謙虚な姿勢で努力する姿に好意を寄せてゆく。早朝出勤の2人だけの時間にその旨会話した後、「 Have you gotten a chance to go to Blue Note yet? 」と話して会話シーンは終わる。英語だが、日本語字幕は付けられていない(聴覚障害者向け日本語字幕付き版には英語字幕あり)。小説版にこのセリフはなく、映画版独自のシーンである。
Blue Noteは語頭が大文字であり、固有名詞である。ここでは、NYで有名なジャズクラブと推定される。
日向 修
演 - 窪塚俊介
東鳳商事の名古屋支社勤務。一条悟の先輩。
中村 由美子
演 - 芳本美代子
東鳳商事の名古屋支社の職員寮で、寮母として働く。悩みを抱えていたが寮員の一条悟の助けで救われる。
中村由美子の娘・1991年の時点で高校生
演 - 松嶋優空
高里一雄 東鳳商事 社長
演 - 篠塚勝
東鳳商事 副社長
演 - 国枝量平
橋田 元審査部長
演 - 筒井巧
正木 人事部長
演 - 石坂晋輔
東鳳商事 外国為替課課長
演 - 高久慶太郎
東鳳商事 輸入為替課課長
演 - 柳憂怜
東鳳商事 女子社員
演 - 宮崎花澄
報道番組の司会・アナウンサー
演 - 水月ゆうこ
報道番組のコメンテーター
演 - 福澤重文
小学校の教員
演 - なりたりな
関東テレビのディレクター
演 - 中川ひろあき
福山 住吉銀行 人形町支店 副支店長
演 - 井川哲也
前島 住吉銀行 人形町支店 融資課長
演 - 梅津翔
東鳳商事 財務部長
演 - 浅木信幸
東鳳商事 財務本部長
演 - 森永徹
東鳳商事 財務課長
演 - たれやなぎ
東鳳商事 名古屋支店秘書
演 - 望月さやか
東鳳商事 名古屋支店秘書
演 - 西下和音

## スタッフ
- 制作総指揮・原案：大川隆法
- 監督：赤羽博
- 脚本：大川咲也加
- 脚本協力：大川直樹
- 音楽：水澤有一(MIZ Music Inc.)
- 総合プロデューサー：竹内久顕、佐藤直史 (IRH Press Co., Ltd.)
- プロデューサー：藤垣太希、樅山英俊、打樋洋一(HS Productions,LLC)
- アソシエイトプロデューサー：山本章
- ラインプロデューサー：坂野達哉
- 撮影：木村弘一(J.S.C.)
- 照明：椎野茂
- 美術：北谷岳之
- 装飾：東克典
- 録音：佐藤公章
- 編集：山田典久
- VFXスーパーバイザー：立石勝、平興史
- 衣装：笹倉三佳
- ヘアメイク：小野かおり
- 整音：石貝洋
- 選曲：石井和之
- 音響効果：楳内日呂睦
- スクリプター：今井文子
- 監督補：三觜智大
- スケジュール：細川光信
- 助監督：小島朋也、八神隆治
- 制作担当：高橋喜久雄
- 製作：幸福の科学出版
- 製作協力：ARI Production、ニュースター・プロダクション
- 制作プロダクション：ジャンゴフィルム
- 配給：日活
- 配給協力：東京テアトル

## 受賞・評価
8ヵ国41冠
- マドリード国際映画祭2020 - 2020年9月5日、長編外国語映画部門
  - 最優秀作品賞[41]
  - 最優秀主演男優賞
- ニューヨーク映画賞 2020年8月度 - 最優秀長編オリジナル脚本賞
- アウェアネス映画祭2020  功労賞
- オニロス映画祭 2020年5月度 - 最優秀長編作品賞、最優秀原作賞、最優秀脚本賞、最優秀監督賞[42]
- ロンドン・インディペンデント映画賞（イギリス）2020年8月度 - 長編外国語作品賞、長編外国語監督賞[13]
- フリックス・マンスリー映画祭 2020年8月度 - 最優秀長編作品賞、最優秀外国語映画賞、最優秀監督賞、最優秀楽曲賞
- フローレンス映画賞 2020年9月度（イタリア） 
  - 長編部門名誉賞
  - 名誉脚本賞
- ベニス映画賞 2020年9月度（イタリア）
  - 最優秀オリジナル脚本賞
  - 長編部門名誉賞
- ハリウッド・ゴールド賞 2020年9月度 オリジナル脚本 ゴールド賞（ロサンゼルス）
- コルカタ国際カルト映画祭 2020年9月度（インド）
  - 長編物語功績賞
  - 最優秀監督功績賞
- ワールド・フィルム・カーニバル 2020年8月度（シンガポール）
  - 最優秀長編物語賞
  - 最優秀宗教映画賞
- フェスティジャス映画祭2020 8月度
  - 最優秀長編物語賞
  - 最優秀ドラマ賞
  - 最優秀原作賞
- ロサンゼルス映画賞2020 9月度  最優秀撮影賞
- ゴールデン・アース映画賞2020 9月度
  - 最優秀長編作品賞
  - 最優秀監督賞
- CKF国際映画祭2020 - 9月度  フィクション部門 最優秀長編作品賞
- マンスリー映画祭2020 - 9・10月度  最優秀長編作品賞
- ベスト・アクター・アワード2020 - 9・10月度
  - 最優秀初主演男優部門 ダイヤモンド賞
  - 最優秀ドラマ女優部門 ダイヤモンド賞
- ザ・サウス国際映画芸術祭2020 - 9月度
  - 最優秀長編ドラマ賞
  - 長編部門最優秀監督賞
  - 長編部門最優秀主演男優賞(田中宏明)
  - 長編部門最優秀VFX賞
- ロンリー・ウルフ：ロンドン国際映画祭2020 冬期  ドラマ部門最優秀作品賞
- ハリウッドヴァージ映画賞2020 最優秀長編作品賞

## ロケ地、制作情報
撮影用セットは、東京都調布市染地にある日活調布撮影所に設置して撮影が行われた。
そのほか、東京都世田谷区内の羽根木公園や、愛知県の名城公園・名古屋港などがある。
ニューヨークへの赴任前の東京での送別会のシーンは、港区白金にあるレストラン「マーヴェラス・ パラディ白金」で撮影された。
一条の書籍『日蓮聖人の霊言』などの平積み販売されている書店のシーンは、千代田区神田神保町古書街にある「神谷書店」で撮影された。

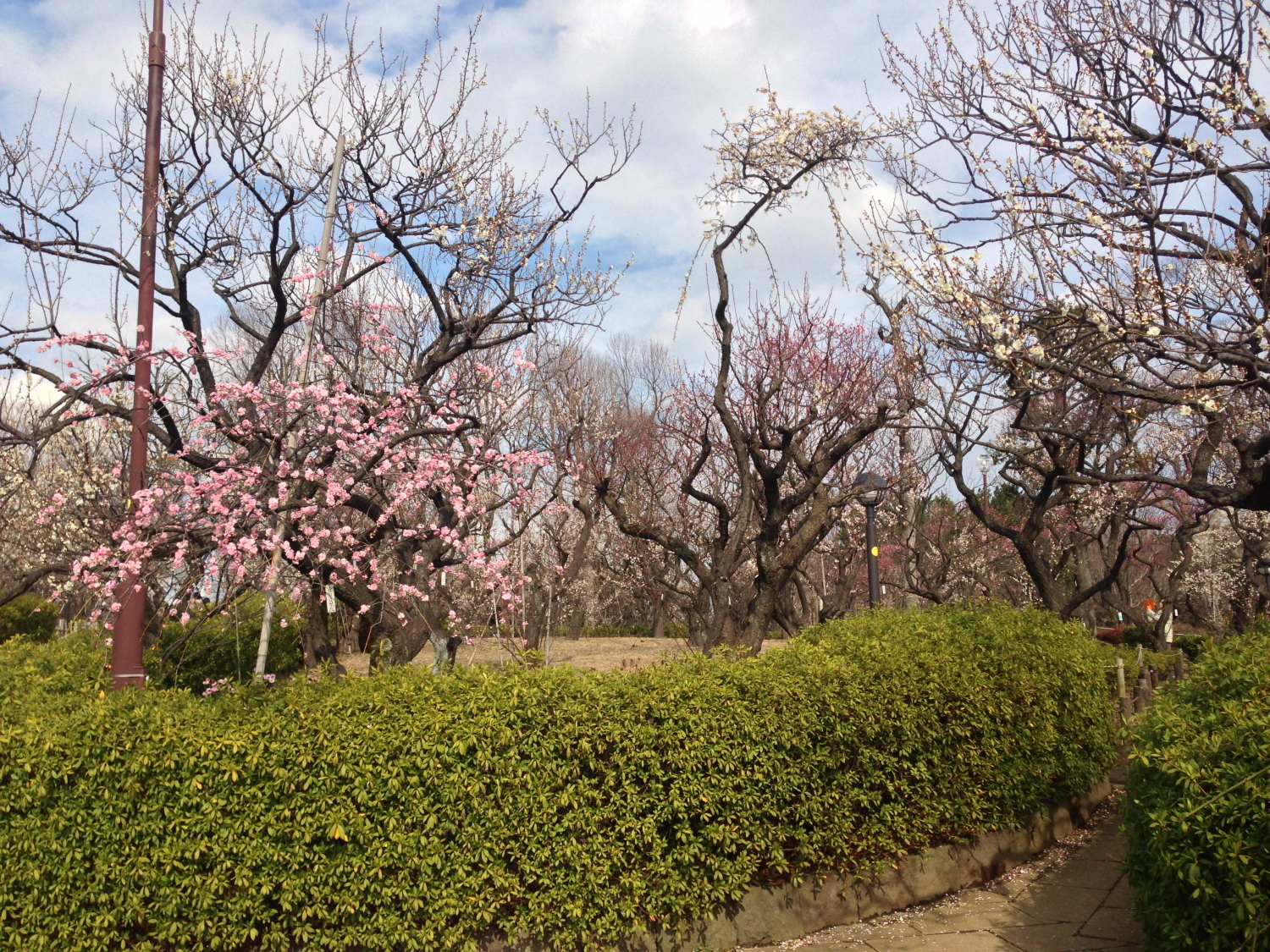
東京都世田谷区内羽根木公園、園内西側にある梅林
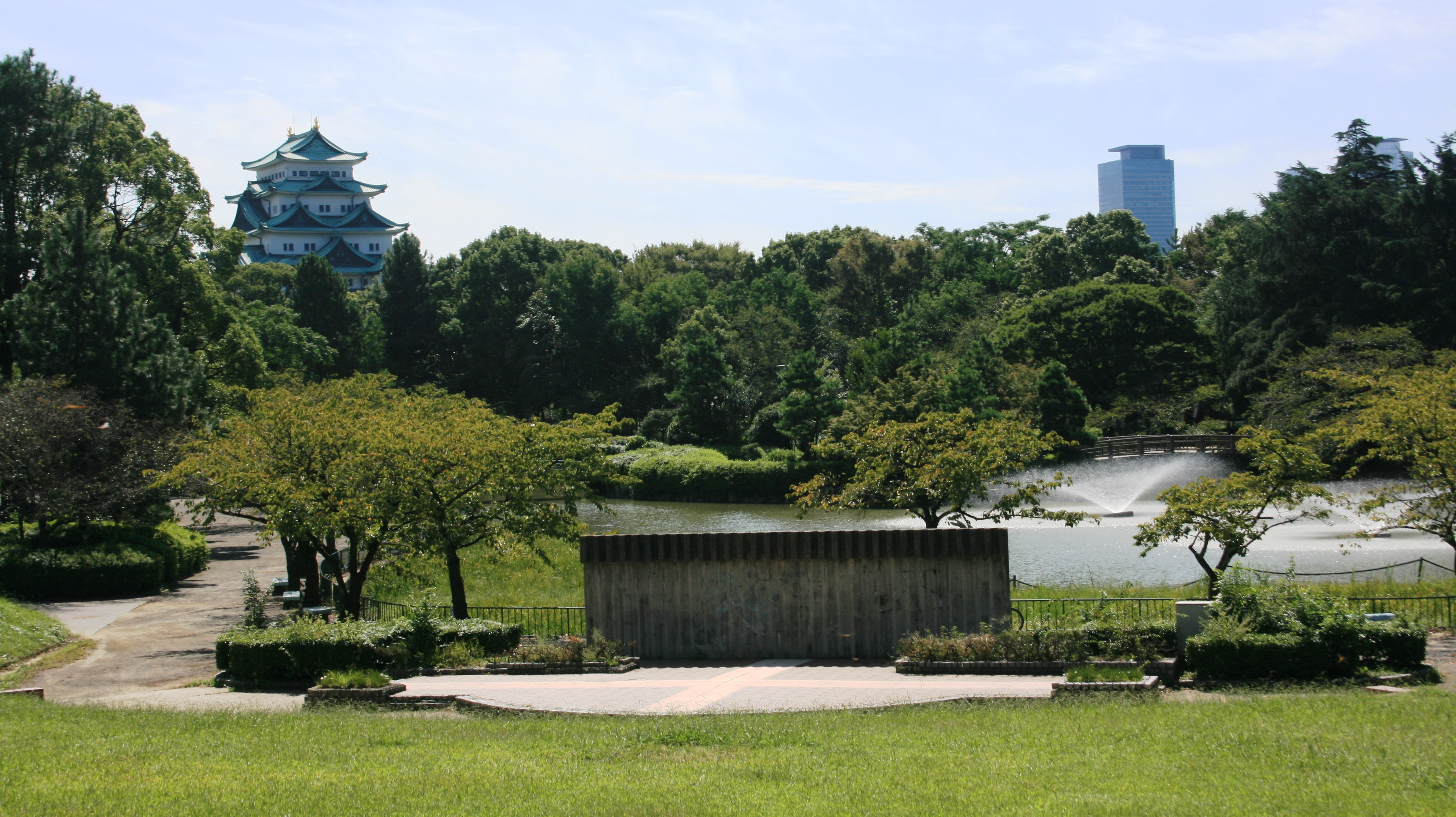
名城公園、御深井（おふけ）池と名古屋城
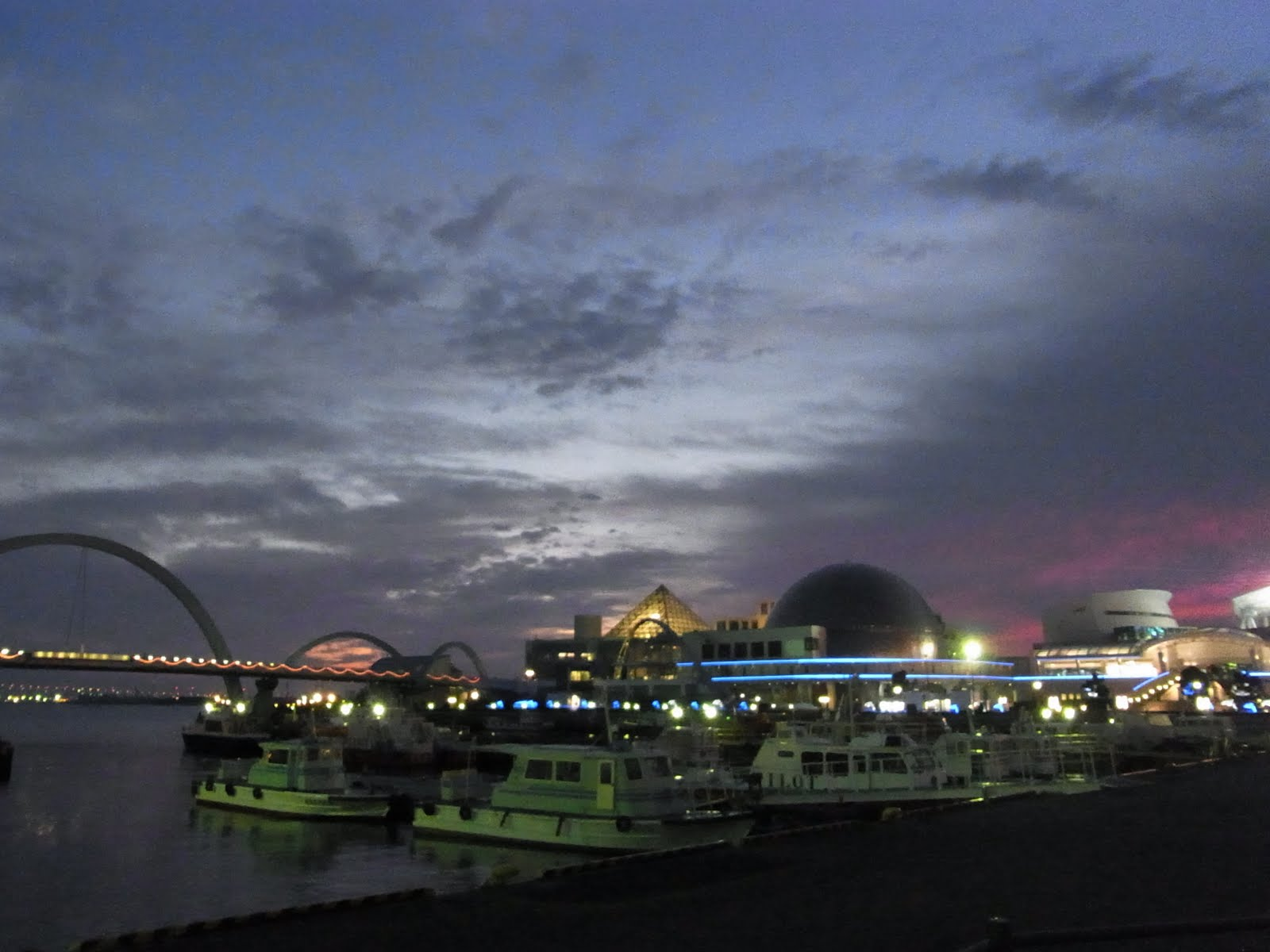
名古屋港ガーデンふ頭

## 主題歌・挿入歌など
主題歌「ただ一人往く」
作詞・作曲 - 大川隆法
編曲 - 大川咲也加、水澤有一
歌 - 田中宏明
挿入歌「愛の償い」
作詞・作曲 - 大川隆法
編曲 - 大川咲也加、水澤有一、田畑直之
歌 - 千眼美子
イメージソング「いかに千晶」
作詞・作曲 - 大川隆法
編曲 - 大川咲也加、水澤有一、古賀晃人
歌 - TOKMA
キャンペーンソング「たとえ世界を敵に回しても」
作詞・作曲 - 大川隆法
編曲 - 大川咲也加、水澤有一
歌 - 大川咲也加
挿入歌「この風の声を聞かないか」
作詞・作曲 - 大川隆法 / 編曲 - 大川咲也加、水澤有一、原田汰知
歌 - 市原綾真
挿入歌「I Love New York」
作詞・作曲 - 大川隆法 / 編曲 - 大川咲也加、水澤有一、田畑直之
歌 - 竹内久顕

## 音楽ソフト
- CD『ただ一人往く』

映画「夜明けを信じて。」主題歌
収録曲：1.ただ一人往く 、2.ただ一人往く(Instrumental)
発刊元：アリ・プロダクション
型番： C 497
発売日：2020年7月14日
EAN 4582316051533、JAN 4582316051533、ASIN B08BBGZ4ML
- CD『愛の償い』2枚組【特典DVD付】

映画「夜明けを信じて。」挿⼊歌
収録内容：(CD) 1.愛の償い 、2.愛の償い(Instrumental)
(特典DVD) 1.眠れぬ夜を超えて(特別編集版MV) 、2.眠れぬ夜を超えて(Live in 東京ドーム)
発刊元 アリ・プロダクション
型番：C 493
発売日：2020年6月3日
EAN 4582316051472、JAN 4582316051472、ASIN B087SG2GFB
- CD『いかに千晶』

映画「夜明けを信じて。」イメージソング
収録曲：1.いかに千晶 、2.いかに千晶(Instrumental)
発刊元：アリ・プロダクション
型番：C 494
発売日：2020年6月3日
EAN 4582316051489、JAN 4582316051489、ASIN B087SDLSVH
- CD『たとえ世界を敵に回しても』

映画「夜明けを信じて。」キャンペーンソング
収録曲：1.たとえ世界を敵に回しても 、2.たとえ世界を敵に回しても(Instrumental)
発刊元：幸福の科学出版
型番：C 495
発売日：2020年7月14日
EAN 4582316051496、JAN 4582316051496、ASIN B089Z8N5RM
- DVD『たとえ世界を敵に回しても』MV

映画「夜明けを信じて。」キャンペーンソング
収録曲：1.たとえ世界を敵に回しても
発刊元：幸福の科学出版
型番： K 1256
発売日：2020年7月14日
EAN 4582316051502、JAN 4582316051502、ASIN B089Z874RJ
- CD 2枚組『映画「夜明けを信じて。」オリジナル・サウンドトラック』

収録曲：〔Disc.1〕 収録時間：36分6秒
1. ただ一人往く (歌:田中宏明) …………………… 7:07
2. たとえ世界を敵に回しても (歌:大川咲也加) … 5:28
3. いかに千晶 (歌:TOKMA)………………………… 6:32
4. 愛の償い (歌:千眼美子) ………………………… 6:17
5. I love New York (歌：竹内久顕) ……………… 6:09
6. この風の声を聞かないか (歌:市原綾真) ……… 4:36

〔Disc.2〕(劇伴29曲を収録) 収録時間：60分41秒
1. 愛の償い〜美穂の想い ……………………………… 2:05
2. ただ一人往く〜夜明けを信じて。 ………………… 1:20
3. ぬくもりの中で ……………………………………… 2:08
4. 生立ち ………………………………………………… 3:44
5. 悟の青春 ……………………………………………… 1:54
6. 波紋〜心の鏡 ………………………………………… 2:24
7. 思想家への念い ……………………………………… 1:51
8. 静かなる情熱 ………………………………………… 0:32
9. イイシラセ …………………………………………… 2:21
10. 電車にて〜取り憑かれた人々 ……………………… 2:07
11. 会社にて〜過酷な環境 ……………………………… 1:53
12. 霊人との対話 ………………………………………… 1:24
13. 憑依霊 ………………………………………………… 2:08
14. 再会 …………………………………………………… 3:07
15. 褒め言葉?……………………………………………… 1:13
16. プライムレート ……………………………………… 1:19
17. 愛の償い〜美穂の夢 ………………………………… 1:48
18. 励まし ………………………………………………… 2:05
19. 想い出の一枚 ………………………………………… 2:31
20. 愛の償い〜大切な時間 ……………………………… 2:12
21. この風の声を聞かないか〜淡い青春 ……………… 1:21
22. 躍動 …………………………………………………… 1:46
23. 湧き出る光 …………………………………………… 2:08
24. Jingle bells dance ………………………………… 1:13
25. 愛の償い〜Blue swing ver.………………………… 1:35
26. 愛の償い〜Lounge Piano trio ver.………………… 1:19
27. 降魔　臨む光 ………………………………………… 5:29
28. 愛の償い〜叶わぬ想い編 …………………………… 4:10
29. 自由の大地へ ………………………………………… 1:34

レーベル：幸福の科学出版
型番： C 506
発売日：2020年9月29日
EAN 4582316051595、JAN 4582316051595、ASIN B08H8WXMBZ
- LIVE DVD『大川隆法ORIGINAL SONGS LIVE 2020 ―映画「夜明けを信じて。」公開記念 ゴールデン・エイジ音楽祭―』

2020年9月11日に東京・大井町のきゅりあん大ホールで開催された映画『夜明けを信じて。』公開直前イベントを収録したDVD。
収録曲歌唱：大川咲也加、千眼美子、田中宏明、竹内久顕、恍多、TOKMA、篠原紗英、市原綾真、リトル・アンツ
収録時間：2時間 4分
発刊元：幸福の科学出版
型番： K 1265
発売日：2020年12月8日
EAN 4582316051755、JAN 4582316051755、ASIN B08N1VCFSX

## 映像ソフト
- 愛蔵版：3枚組(本編DVD+本編BD+特典DVD)『映画「夜明けを信じて。」』

収録時間：2時間4分×2+40分
発刊元：幸福の科学出版
型番： K 1273
発売日：2021年3月11日
JAN なし
- Blu-ray Disc『映画「夜明けを信じて。」』

収録内容：
1. 本編映像 135分
2. 予告編映像 85秒、37秒、15秒、海外版 94秒
3. 海外ニュース速報 Vol.1：4分8秒
4. 海外ニュース速報 Vol.2：4分44秒
5. メイキング映像 9分54秒
6. 特別インタビュー映像 7分59秒
7. 劇場公開 初日舞台挨拶映像 10分2秒
8. スペシャル動画：主人公 一条悟編 1分28秒、立花美穂から見た一条悟編 2分6秒、水瀬千晶から見た一条悟編 1分50秒
音声：日本語、英語吹替、日本語 音声ガイド付き の3種
字幕：Non、日本語聴覚、英語
発刊元：幸福の科学出版
型番： K 1272
発売日：2021年3月11日
EAN 4582316051847、JAN 4582316051847、ASIN B08W5VCDQ8
ISBN 978-4-8233-0249-7
- DVD『映画「夜明けを信じて。」』

収録内容と音声・字幕：上記 Blu-ray Disc版と同じ。
発刊元：幸福の科学出版
型番： K 1270
発売日：2021年3月11日
EAN 4582316051830、JAN 4582316051830、ASIN B08W625VHP
ISBN 978-4-8233-0248-0
- 映像配信、各種動画配信サイトにて配信あり。

ASIN B08XY84B16 - Amazon Prime